# Ethyl-nitrát
Ethyl-nitrát (CH3CH2NO3) se používá v organické syntéze a jako meziprodukt při přípravě některých léků, barviv a aromatických látek.
Ethyl-nitrát se nachází v atmosféře, kde může reagovat s jinými plyny a tím tvořit smog. Původně se myslelo, že je to znečišťující látka, která je tvořená hlavně při spalování fosilních paliv, ale nedávná analýza vzorků vody oceánů ukazují, že alkyl-nitráty je nasycená chladná voda v místech, kde stoupá z hlubin. Proto se usuzuje, že alkyl-nitráty jsou pravděpodobně tvořeny přírodními procesy.

## Příprava
Ethyl-nitrát se připravuje probubláváním plynného nitrylfluoridu přes ethanol při teplotě −10 °C.